# Obi Onyeike
Obi Onyeike (Zeist, 25 juni 1992) is een Nederlands-Nigeriaans voetballer die doorgaans speelt als centrale verdediger. In juli 2024 verliet hij VVSB.

## Clubcarrière
Onyeike doorliep de jeugdopleiding bij FC Dordrecht en brak ook door aan de Krommedijk. In de zomer van 2013 werd de verdediger overgeheveld naar de eerste selectie en hij mocht van toenmalig coach Harry van den Ham op 2 augustus zijn debuut maken. Op die dag werd er met 2–1 gewonnen van MVV Maastricht. Onyeike viel na een rode kaart voor Marvin Peersman in voor Adnan Alisic. In 2014 verkaste hij naar Hereford United, dat uitkwam in de Conference National. Nadat die club aan het einde van het kalenderjaar 2014 failliet ging, zat de verdediger een jaar zonder club. Onyeike sloot zich eind 2015 aan bij SV TEC. Aan het einde van het seizoen 2017/18 verlengde hij zijn contract met één seizoen. Een jaar later kwam er nog een seizoen bij de verbintenis van Onyeike in Tiel. Vanaf het seizoen 2020/21 ging hij voor VVSB spelen.

## Clubstatistieken
| Seizoen | Club         | Competitie     | Competitie | Competitie | Beker | Beker | Internationaal | Internationaal | Totaal | Totaal |
| Seizoen | Club         | Competitie     | Wed.       | Dlp.       | Wed.  | Dlp.  | Wed.           | Dlp.           | Wed.   | Dlp.   |
| ------- | ------------ | -------------- | ---------- | ---------- | ----- | ----- | -------------- | -------------- | ------ | ------ |
| 2013/14 | FC Dordrecht | Eerste divisie | 4          | 0          | 0     | 0     | —              | —              | 4      | 0      |
| Totaal  | Totaal       | Totaal         | 4          | 0          | 0     | 0     | 0              | 0              | 4      | 0      |

Bijgewerkt op 22 juli 2024.

## Trivia
Onyeike is een broer van oud-voetballer Chima Onyeike.